# Trioza jambolanae
Trioza jambolanae är en insektsart som beskrevs av Crawford 1917. Trioza jambolanae ingår i släktet Trioza och familjen spetsbladloppor. Inga underarter finns listade i Catalogue of Life.